# Rhysothorax rufus
Rhysothorax rufus (лат. , от др.-греч. ῥῡσός θώραξ «морщинистый панцирь») — вид жесткокрылых семейства пластинчатоусых, подсемейства пескожилов, единственный представитель рода Rhysothorax.

## Описание
Шпоры задних ног пластинчато расширены. Коготки задних лапок редуцированы. Средние и задние голени сильно расширены, последние без поперечных килей. Плечевые бугры надкрылий не развиты.